# 이케다 쓰나키요

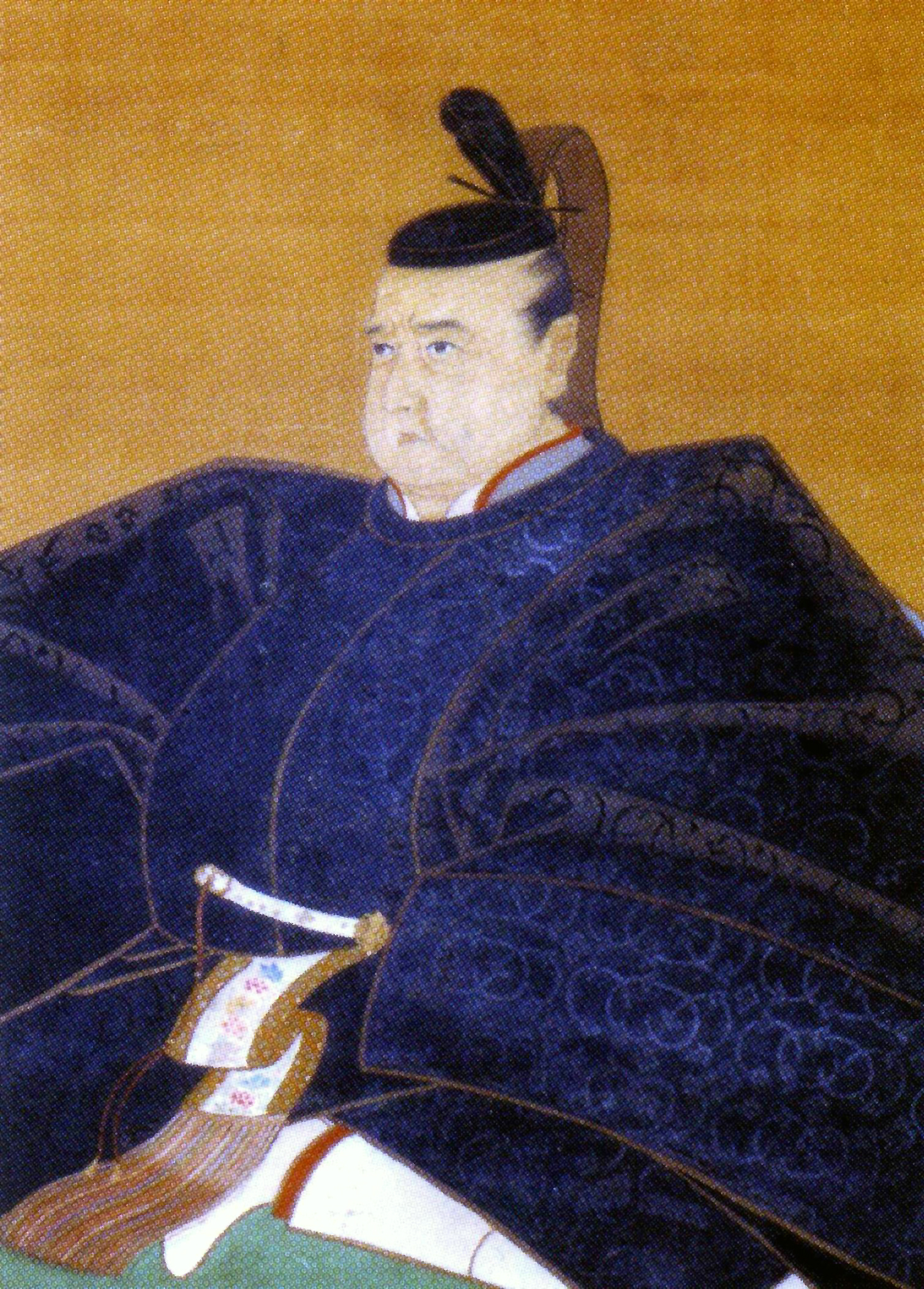
이케다 쓰나키요

이케다 쓰나키요(일본어: 池田綱清)는 이나바 돗토리번 제2대 번주이다. 돗토리번계 이케다 종가(鳥取藩池田家宗家) 제4대 당주. 아명은 신고로(新五郎). 첫 이름은 증조부 이케다 데루마사의 편휘 데루(輝)를 이어받아 데루타카(輝高)로 불렸다. 관위는 종4위하, 지주, 호키노카미, 좌근위소장(左近衛少将).
| 전임 이케다 미쓰나카 | 제2대 돗토리번 번주 (이케다가, 다다카쓰류) 1685년 ~ 1700년 | 후임 이케다 요시야스 |